# Kodiak Island (distrito)
O Distrito de Kodiak Island é um dos 18 distritos organizados do Estado americano do Alasca. É um distrito organizado, ou seja, que possui o poder e o dever de fornecer certos serviços públicos aos seus habitantes. Sua sede de distrito é Kodiak. Possui uma área de 31 141 km², uma população de 13 913 habitantes e uma densidade demográfica de cerca de 0,3 hab/km².